# Paul Edgar Philippe Martin
Paul Edgar Philippe Martin, o Paul Martin Jr. (Windsor, 28 agosto 1938), è un politico canadese.

## Biografia
È figlio di Paul Joseph James Martin (Paul Martin senior), politico e diplomatico canadese.
Membro del Partito Liberale del Canada, è stato Primo ministro dal 2003 al 2006.